# Walkin’ Blues (singel Johnny Moore’s Three Blazers i Oscar Moore’a)
Walkin' Blues – singel amerykańskiego zespołu rhythm and bluesowego Johnny Moore’s Three Blazers nagrany wspólnie z młodszym bratem lidera – gitarzystą Oscarem Moore’em.
10-calową monofoniczną płytę odtwarzaną z prędkością 78 obr./min. wydała w 1949 wytwórnia RCA Victor (22-0042).
Odpowiednie napisy na  płycie informują, że wykonawcami są: Johnny Moore’s Three Blazers with Oscar Moore. Na stronie A umieszczono utwór "Walkin' Blues".
Na stronie B było nagranie "You Can Go Feed Yourself". Singel był dużym sukcesem braci Moore i reszty zespołu. Według magazynu Billboard utwór dotarł do #7 na liście Best Selling Retail Rhythm and Blues Records.

## Muzycy
- Oscar Moore – gitara
- Johnny Moore – gitara
- Charles Brown – fortepian
- Eddie Williams – kontrabas
- Billy Valentine – śpiew (A)

## Lista utworów
1. "Walkin' Blues" (Oscar Moore, Stu Goldberg, Fleming), wokalista: Billy Valentine
2. "You Can Go Feed Yourself"